# Harlem Globetrotters

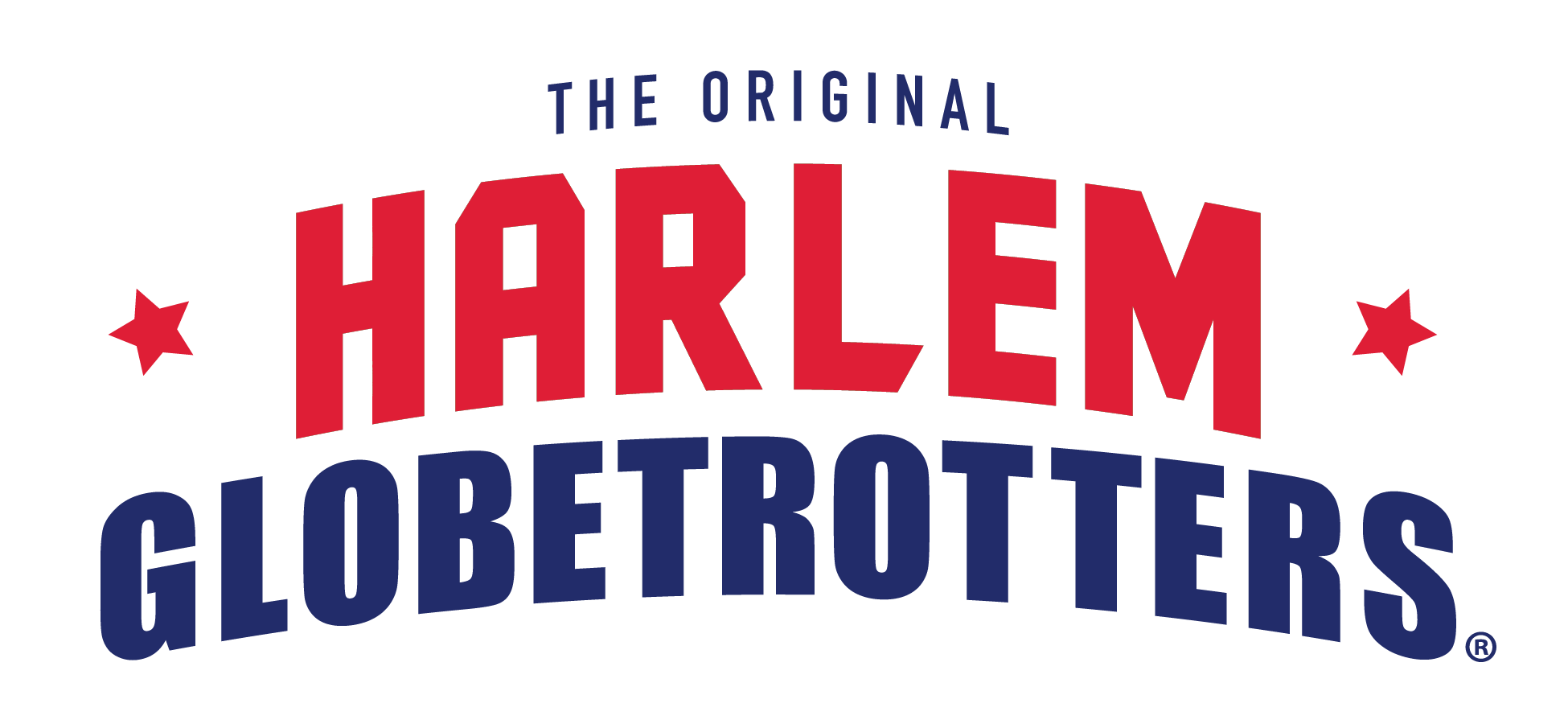
Harlem Globetrotters logo.

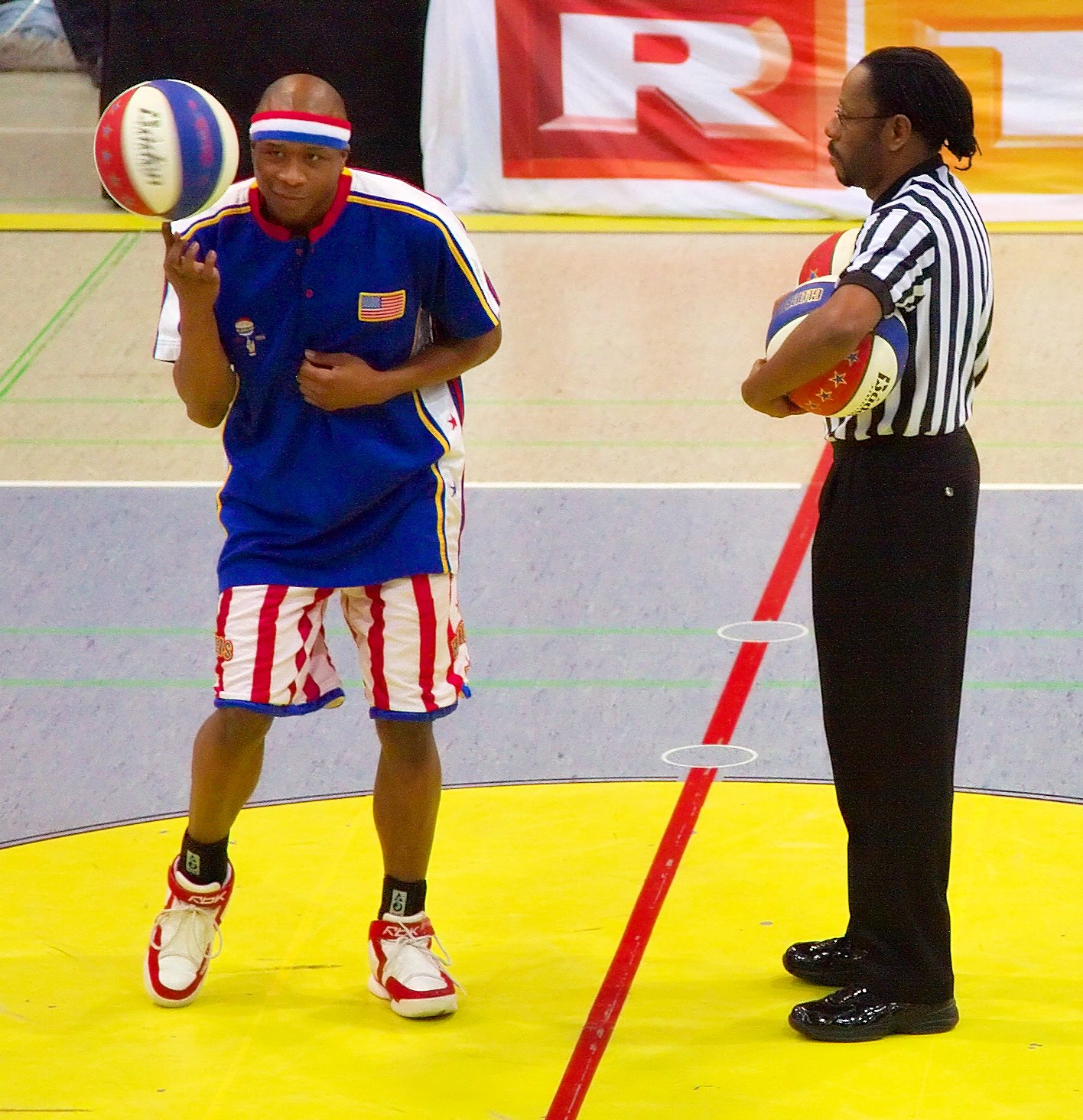
Harlem Globetrotters

Harlem Globetrotters är ett basketlag som kombinerar skicklighet och artisteri till att skapa ett av sportvärldens mest kända idrottsuppvisningar. Globetrotters bildades av Abe Saperstein i Chicago 1927 och laget tog namnet Harlem eftersom laget bestod av afroamerikanska spelare. Genom åren har laget besökt mer än hundra länder och spelat mer än 20 000 uppvisningsmatcher oftast mot lag som medvetet ger dåligt motstånd.

## Historia
Organisationen startade i Negro American Legion League under namnet "Giles Post" och blev professionella 1926 under namnet "Savoy Big Five". Samma år köpte promotorn Saperstein laget och döpte om det till Harlem Globetrotters efter det mest kända afroamerikanska området. Efter fyra årtionden spelade Globetrotters sin första "hemmamatch" i Harlem 1968.
Till en början var Globetrotters ett seriös tävlingslag, trots sin underhållningsskicklighet, de började bara spexa efter att de hade tagit en ordentlig ledning. 1940 accepterade de en inbjudan att delta i World Professional Basketball Tournament. Genom att slå New York Rens i semifinalen avancerade de till finalen där de slog Chicago Bruins med 31-29 efter förlängning.
Globetrotters slog det bästa professionella laget, Minneapolis Lakers, i två matcher i rad 1948 och 1949 och Lakers vann det tredje mötet. Vinsten i februari 1948 (med 61-59) markerar en vändpunkt i baskethistorien då helsvarta Globetrotters visade sig vara likvärdiga med helvita Lakers. Röster började höjas för att tillåta svarta spelare i NBA och 1950 blev Chuck Cooper den första svarta spelaren som draftades av ett NBA-lag. Från och med nu fick Globetrotters svårt att locka till sig och behålla de bästa spelarna.
Globetrotters arbetade gradvis in komedinummer i sina matcher och de blev till slut mer kända för underhållning än sport. De är kända för att kunna göra otroliga saker med en eller flera basketbollar, som att balansera en snurrande boll på fingerspetsen eller skjuta ovanliga och svåra skott. Globetrotters uppträder numera mest på olika festivaler och privata fester som underhållning men matcherna lockar fortfarande en stor publik.
Sedan 2013 ägs laget av Herschend Family Entertainment.